# Mistrzostwa Estonii w Skokach Narciarskich 2019
Mistrzostwa Estonii w Skokach Narciarskich 2019 – zawody mające na celu wyłonić mistrza Estonii, które rozegrane zostały 30 marca w Otepää na skoczni normalnej Tehvandi.
Zmagania w kategorii mężczyzn wygrał Kevin Maltsev pokonując o szesnaście punktów sklasyfikowanego na drugim miejscu Martti Nõmme. Na trzecim miejscu uplasował się specjalizujący się w kombinacji norweskiej Kristjan Ilves straciwszy niespełna dziesięć punktów do miejsca wyżej. Czwarte miejsce zajął Artti Aigro tracąc pół punktu do podium. Dwóch zgłoszonych zawodników nie pojawiło się na starcie zawodów. W sumie sklasyfikowanych zostało szesnastu skoczków.
Wśród kobiet mistrzostwo zdobyła Annemarii Bendi uzyskując przewagę ponad czterdziestu punktów nad miejscem drugim, które zajęła Triinu Hausenberg. Skład podium zawodów uzupełniła Carena Roomets z notą gorszą od miejsca wyżej o niecałe sto punktów. Czwarte i ostatnie miejsce w konkursie zajęła Stella Kivi przegrywając podium o pięć punktów.

## Wyniki
| Msc. | Zawodnik             | Klub               | I seria | II seria | Punkty |
| ---- | -------------------- | ------------------ | ------- | -------- | ------ |
| 1.   | Kevin Maltsev        | Elva Suusaklubi    | 88,0 m  | 97,0 m   | 238,0  |
| 2.   | Martti Nõmme         | Võru SK            | 85,5 m  | 93,0 m   | 222,0  |
| 3.   | Kristjan Ilves       | Elva Suusaklubi    | 88,5 m  | 85,5 m   | 212,5  |
| 4.   | Artti Aigro          | Põhjakotkas Otepää | 86,5 m  | 90,5 m   | 212,0  |
| 5.   | Markkus Alter        | Põhjakotkas Otepää | 79,5 m  | 79,5 m   | 175,0  |
| 6.   | Taavi Pappel         | Nõmme SK           | 78,0 m  | 72,5 m   | 154,0  |
| 7.   | Andero Kapp          | Põhjakotkas Otepää | 78,0 m  | 70,0 m   | 150,5  |
| 8.   | Ivo Niklas Hermanson | Nõmme SK           | 68,0 m  | 80,5 m   | 150,0  |
| 9.   | Robert Lee           | Nõmme SK           | 80,0 m  | 67,5 m   | 146,5  |
| 10.  | Andreas Ilves        | Elva Suusaklubi    | 67,0 m  | 74,0 m   | 129,5  |
| ...  |                      |                    |         |          |        |

| Msc. | Zawodniczka       | Klub    | I seria | II seria | Punkty |
| ---- | ----------------- | ------- | ------- | -------- | ------ |
| 1.   | Annemarii Bendi   | Võru SK | 81,5 m  | 89,5 m   | 201,0  |
| 2.   | Triinu Hausenberg | Võru SK | 74,0 m  | 78,5 m   | 154,0  |
| 3.   | Carena Roomets    | Võru SK | 54,0 m  | 55,0 m   | 56,5   |
| 4.   | Stella Kivi       | Võru SK | 51,5 m  | 55,5 m   | 51,5   |